# Jun Kondō
Pour les articles homonymes, voir Kondō.
Jun Kondō (en japonais 近藤 淳, Kondō Jun), né le 6 février 1930 et mort le 11 mars 2022, est un physicien théoricien japonais, connu pour la théorie qu'il donna, en 1964, de l'effet qui porte désormais son nom, l'effet Kondo, découvert dans les années 1930.

## Carrière
(août 2018).
- 1959 : Doctorat en Sciences (Université de Tokyo)
- 1959 : Chercheur associé, Université Nihon
- 1960 : Chercheur associé, Institut de Physique de l'état solide, Université de Tokyo
- 1963 : Chercheur associé, Laboratoire d'électrotechnique (ETL)
- 1984 : Fellow, ETL (dual appointment)
- 1990 : Professeur, Université de Toho
- 1995 : Professeur émérite, Université de Toho
- 1997 : Membre de la Japan Academy
- Depuis 2001 : Conseiller spécial, National Institute of Advanced Industrial Science and Technology (AIST)

## Livres publiés en anglais
- Fermi surface effects : proceedings of the Tsukuba Institute, Tsukuba Science City, Japan, August 27-29, 1987 (1988)
- The Physics of Dilute Magnetic Alloys (Cambridge University Press, 2012)  (ISBN 978-1-107-02418-2)

## Source de la traduction
- (en) Cet article est partiellement ou en totalité issu de l’article de Wikipédia en anglais intitulé « Jun Kondo » (voir la liste des auteurs).